# Jicchak Perlman
Jicchak Perlman (hebrejsky: ‏יצחק פרלמן‎, * 31. srpna 1945) je izraelsko-americký houslista, dirigent, pedagog a několikanásobný držitel cen Grammy. Časopis Vanity Fair jej označil za jednoho z nejvýznačnějších houslistů současnosti. V listopadu 2015 se stal teprve čtvrtým Izraelcem oceněným Prezidentskou medailí svobody.

## Biografie
Narodil se v Tel Avivu ještě za dob britské mandátní Palestiny (dnešní Izrael) a o hru na housle se poprvé začal zajímat, když slyšel záznam vážné hudby v rozhlase. Před tím než se odstěhoval do USA vystudoval Hudební akademii v Tel Avivu. Ve Spojených státech vystudoval Juilliardovu školu společně s Ivanem Glamianem a Dorothy DeLay. Debutoval v Carnegie Hall v roce 1963 a vyhrál prestižní Leventrittovu soutěž v roce 1964. Krátce poté začal cestovat a vystupovat v zahraničí. Kromě velkého počtu hudebních nosičů také od počátku 70. let často vystupoval jako host v mnohých amerických pořadech. Mimo jiné také mnohokrát vystupoval v Bílém domě.
Když mu byly čtyři roky, prodělal dětskou obrnu. Díky dobré léčbě se naučil chodit s berlemi. Celý život používá berle k pohybu a na housle hraje v sedě.
V roce 1987 se připojil k Izraelské filharmonii při jejích koncertech ve Varšavě, Budapešti a také v dalších zemích východního bloku. Zúčastnil se také turné Izraelské filharmonie na jaře roku 1990, kdy poprvé vystupovala v Sovětském svazu, ve městech Leningrad a Moskva. Znovu se k ní připojil o čtyři roky později při koncertech v Číně a Indii.
Přestože je sólista, vystupuje také často se svým dobrým přítelem a předním izraelským houslistou Pinchasem Zukermanem. Kromě klasické hudby hraje též jazz a klezmer. Jako sólista se podílel na hudbě k mnoha filmům, z nichž mezi nejznámější patří Schindlerův seznam.
V současnosti žije se svou manželkou Toby v městě Shelter Island na východním okraji Long Islandu ve státě New York. Mají pět dětí, Noa, Nava, Leoru, Rami a Arielu.